# Pfalz Zweibrücken
Palatinate-Zweibrücken (tiếng Pháp: Palatinat-Deux-Ponts; tiếng Đức: Pfalz-Zweibrücken) là một nhà nước của Đế chế La Mã Thần thánh với đầy đủ quyền biểu quyết trong Đại hội Đế chế. Thủ đô của nó là Zweibrücken. Gia đình cai trị Zweibrücken là một nhánh của Vương tộc Wittelsbach, cũng là Gia đình hoàng gia cai trị Thụy Điển từ năm 1654 đến năm 1720 với 4 vị quân chủ Karl X Gustav, Karl XI, Karl XII và Nữ vương Ulrika Eleonora.
Người cai trị cuối cùng của Pfalz-Zweibrücken là Công tước Maximilian Joseph, năm 1799 ông được thừa kế ngai vàng của Tuyển hầu xứ Bayern và cả Tuyển hầu xứ Pfalz sau khi người họ hàng xa là Karl Theodore qua đời mà không để lại người thừa kế và Maximilian cũng trở thành người đứng đầu cả Vương tộc Wittelsbach. Sau khi Đế chế La Mã Thần thánh tan rã vào năm 1806, Tuyển hầu Bayern được nâng lên thành Vương quốc Bayern, vì thế Maximilian trở thành vua đầu tiên của vương quốc này, tất cả các vị vua của Bayern sau đó đều là con cháu của ông.